# Л’Абате, Лучано
Лучано Л’Абате (итал. Luciano L’Abate; 19 сентября 1928, Бриндизи, Италия — 8 апреля 2016, Атланта, Джорджия, США) — американский психолог итальянского происхождения. Основатель теории отношений, под его авторством, соавторством, редакцией и соредакцией были выпущены более 55 книг и монографий.

## Ранняя жизнь и образование
Лучано Л’Абате родился 19 сентября 1928 года в итальянском городе Бриндизи и получил образование во Флоренции, Италия. В 1948 году Лучано в первый раз приехал в США в качестве студента по обмену под эгидой Центрального комитета меннонитов в
Табор колледж в Хиллсборо, штат Канзас, который он закончил с отличием, обучаясь по специализациям «Психология» и «Английский язык» (1950). После получения стипендии ЮНЕСКО в Учитском университете, где он обучался по магистерской программе(1953), он получил степень доктора философии в Университете Дьюка (1956). Проработав в течение двух лет клиническим психологом в департаменте здравоохранения округа Питт (Гринвилл, Северная Каролина) и преподавая в отделе расширения Восточно-Каролинского университета (1956-57), он получил постдокторскую стипендию USPHS по детской психотерапии в больнице Майкла Риза, Чикаго, штат Иллинойс (1958-59).

## Карьера
После обучения Лучано Л’Арбате работал ассистентом профессора психологии на кафедре психиатрии в Медицинской школе Вашингтонского университета, Сент-Луис, Миссури (1959-64). Переехав в Атланту, штат Джорджия, он стал адъюнкт-профессором и главным психологом отделения детской психиатрии факультета психиатрии Медицинской школы Университета Эмори (1964-65). С 1965 года он работал профессором психологии в Университете штата Джорджия (GSU), где был директором учебной программы по семейной психологии и Центра изучения семьи. Позже, в декабре 1990 года, он вышел в отставку в качестве почетного профессора психологии из ГГУ.
Его академические и профессиональные признания и награды включали в себя работу в качестве дипломата и эксперта американского Совета профессиональной психологии; член и утвержденный Супервизор Американской ассоциации брачной и семейной терапии; член подразделений 12 и 43 Американской психологической ассоциации. Пожизненный член Американской Ортопсихиатрической ассоциации. Член Американской академии семейной терапии. Бывший член Национального совета по семейным отношениям. Соучредитель и бывший президент Международной академии семейной психологии. Член-корреспондент Американской ассоциации содействия развитию превентивной психологии.
После ухода из клинической практики (декабрь 1998 года) он преподавал один курс по личному письму для пожилых людей и был волонтером программы диверсификации суда по делам несовершеннолетних округа Де-Калб с 1999 по 2003 год. В последние два года Л’Абате принял участие и помог основать общество технологии и психологии, как возможное подразделение 57 Американской психологической ассоциации.
Особое значение имеет его теория реляционной компетентности: исследования и приложения для психического здоровья (1-е издание) Лучано Л’Абате, Клаудии Сциллетты, Марио Кусинато, Уолтера Колессо, Элеоноры майно в твердом переплете — июнь 2010 года. В этой книге Л’Абате показывает, как теория реляционной компетентности дополняет другие теории, которые помещают личность и функционирование индивида в полный контекст семьи.
До своей смерти он постоянно занимался писательством и исследованиями и читал лекции на международном уровне, совсем недавно в Токио, Япония, в августе 2013 года.
Доктор Л’Абате умер 8 апреля 2016 года в Атланте, штат Джорджия, США.

## Публикации на русском языке
- Уикс, Джеральд Р., Лучано Л'Абат Психотехника парадокса : Практ. рук. по использованию парадоксов в психотерапии - М. : Маркетинг, 2002. - 278 с.; 20 см. - (Техники психотерапии).; ISBN 5-7856-0255-5

## Публикации на английском языке
- 1964. Principles of clinical psychology. New York: Grune & Stratton (Translate in Argentina), 1968.
- 1975. with L. T. Curtis. Teaching the exceptional child. Philadelphia: W. D. Saunders.
- 1976. Understanding and helping the individual in the family. New York: Grune & Stratton.
- 1977. Enrichment: Structured interventions with couples, families, and groups. Washington, D. C.: University Press of America.
- 1977. with Bess L. L’Abate. How to avoid divorce: Help for troubled marriages. Atlanta, GA. John Knox Press. (translated into French in Quebec, Canada)
- 1981. with G. Rupp. Enrichment: Skill training for family life. Washington, D. C. University Press of America.
- 1982. with J. C. Hansen. Approaches to family therapy. New York: Macmillan.
- 1982. with G. Weeks. Paradoxical therapy: Theory and practice with individuals, couples, and families. New York: Brunner/Mazel (translated into Chinese, Finnish, German, Japanese, Polish,  Italian, and Русский).
- 1982. Editor. Values, ethics, and legalities in family therapy. Rockville, MD: Aspen Publications.
- 1983. Family psychology: Theory, therapy, and training. Washington, D. C. University Press of America.
- 1983. with S. McHenry. Handbook of marital interventions. New York: Grune & Stratton.
- 1985. Editor. Handbook of family psychology and therapy. Volumes I & II. Pacific Grove, CA: Brooks/Cole.
- 1985. with R. S. Sauber, and G. Weeks. Family therapy: Basic concepts and terms. Rockville, MD: Aspen Publications.
- 1985. Editor, with M. Milan. Handbook of social skills training and research. New York: Wiley.
- 1986. Systematic family therapy. New York: Brunner/Mazel.
- 1986. with G. Ganahl and J. C. Hansen. Methods of family therapy. Englewood Cliffs, NJ: Prentice-Hall.
- 1987. Family psychology II: Theory, therapy, enrichment, and training, Washington, D. C. : University Press of America. (Pp. 1-289).
- 1987. with S. E. Weinstein. Structured enrichment programs for couples and families. New York: Brunner/Mazel (Pp. 1-505).
- 1987. with L. Young. Casebook of structured enrichment programs for couples and families. New York: Brunner/Mazel (Pp. 1-387).
- 1990. Building family competence: Primary and secondary prevention strategies. Newbury Park, CA: Sage. Published also as: Le risorse della famiglia: Prevenzione primaria e secondaria con famiglie. Bologna, Italy: Il Mulino.
- 1992. Programmed writing: A self-administered approach for interventions with individuals, couples, and families. Pacific Grove, CA: Brooks/Cole.
- 1992. Editor, with J. E. Farrar and D. A. Serritella (Eds.). Handbook of differential treatments for addictions. Needham Heights, MA: Allyn & Bacon.
- 1993. with D. A. Bagarozzi. Sourcebook of marriage and family evaluation. New York: Brunner/Mazel.
- 1993. with S. R. Sauber, G. Weeks, & W. Buchanan. Dictionary of family psychology and family therapy. Thousand Oaks, CA: Sage.
- 1994a. A theory of personality development. New York: Wiley. Translated in Italy, Edizioni Borla, Rome.
- 1994b. Editor, Handbook of developmental family psychology and psychopathology. New York: Wiley.
- 1994c. Family evaluation: A psychological interpretation. Thousand Oaks, CA: Sage. Translated in Korean, 2003.
- 1997. The self in the family: Toward a classification of personality, criminality, and psychopathology. New York: Wiley. (Italian translation, 2000) Milan: Francangelo).
- 1998. Editor. Family Psychopathology: The relational roots of dysfunctional behavior. New York: Guilford.
- 2001. Editor, Distance writing and computer-assisted interventions in psychiatry and mental health. Westport, CT: Ablex. 2002. Beyond psychotherapy: Programmed writing and structured computer-assisted interventions. Westport, CT: Ablex.
- 2003. Family Psychology III: Theory-building, theory-testing, and psychological interventions. Lanham, MD: University Press of America.
- 2003. with Piero De Giacomo. Improving intimate relationships: Integration of theoretical models with preventions and psychotherapy applications. Westport, CT: Praeger.
- 2004a. A guide to self-help mental health workbooks for clinicians and researchers. Binghamton, NY: Haworth.
- 2004b. Editor. Using workbooks in prevention, psychotherapy, and rehabilitation: A resource for clinicians and researchers. Binghamton,, NY: Haworth.
- 2005a. Personality in intimate relationships: Socialization and psychopathology. New York, NY: Springer-Science.
- 2005b. with N. Kazantzis, F. P. Deane, K. R. Ronan. (Edis). Using homework assignments in cognitive behavior therapy. New York; Routledge.
- 2007. with N. Kazantzis (Eds.). Handbook of homework assignments in psychotherapy: Theory, research, and prevention. New York: Springer.
- 2007. (Editor). Low-cost interventions to promote physical and mental health: Theory, research, and practice, New York: Springer.
- 2008. Sourcebook of interactive exercises in mental health. New York: Springer.
- 2008. (Editor). Toward a science of clinical psychology: Laboratory evaluations and interventions. Hauppauge, NY: Nova Science Publishers.
- 2009. The Praeger Handbook of Play across the Life Cycle: Fun from infancy to old age. Westport, CT: Greenwood Publications.
- 2009. With Mario Capitelli, Piero De Giacomo, & Savino Longo (Eds). Science, mind, and creativity: The Bari Symposium. New York: Nova Science Publishers.
- 2010. With T. Harwood. Self-help in Mental Health: A Critical Evaluation. New York: Springer-Science.
- 2010. With Mario Cusinato, Eleonora Maino, Walter Colesso, & Claudia Scilletta. Relational Competence Theory: Research and Applications in Mental Health. New York: Springer-Science.
- 2011. Sourcebook of interactive exercises in mental health. New York: Springer-Science.
- June 2011. The Seven Sources of Pleasure. Westport, CT: Praeger.
- September 2011. Hurt Feelings in Intimate Relationships: Theory, Research, and Applications. New York: Cambridge University Press.
- October 2011. With Laura Gail Sweeney (Eds). Research on writing approaches in mental health. Birney, UK: Emerald Group Publications Limited.
- 2012. With Mario Cusinato (Eds). Advances in Relational Competence Theory: With special attention to alexithymia. New York: Nova Science Publishers.
- 2012. With David A. Kaiser (Eds). Handbook of technology in psychology, psychiatry, and neurology: Theory, research, and practice. New York: Nova Science Publishers.
- 2012. Editor. Paradigms in Theory Construction. New York: Springer-Science.
- August 2012. Clinical Psychology and Psychotherapy as a Science. New York: Springer-Science.
- 2014. With Lisa Hooper, Giovanna Gianesini, Peter J. Jankowski, and Laura Gail Sweeney. Models of Psychopathology: Generational processes and relational roles. Springer-Science.